# Maleszewo
Maleszewo (niem. Malsow See) – niewielkie, płytkie jezioro rynnowe w Polsce, położone w województwie zachodniopomorskim, w powiecie drawskim, w gminie Złocieniec.
Akwen leży na Pojezierzu Drawskim, w granicach administracyjnych miasta Złocieniec. Jezioro otoczone zabudowaniami miejskimi, tafla wody w większości porośnięta roślinnością wodną, jezioro w dużym stopniu poddane procesowi eutrofizacji.